# Končarevo
Končarevo (cyr. Кончарево) – wieś w Serbii, w okręgu pomorawskim, w mieście Jagodina. W 2011 roku liczyła 1640 mieszkańców.